# Frank E. P. Dievernich
Frank E. P. Dievernich (* 5. Januar 1970 in Frankfurt am Main) ist ein deutscher Wirtschaftswissenschaftler. Er war von 2014 bis zum 30. Juni 2022  Präsident der Frankfurt University of Applied Sciences. Seit dem 1. Oktober 2022 ist er Vorstandsvorsitzender der Stiftung Polytechnische Gesellschaft Frankfurt am Main.

## Leben
Frank Dievernich studierte Betriebswirtschaftslehre und Soziologie an der Ludwig-Maximilians-Universität München. 2001 wurde er an der Universität Witten/Herdecke bei Dirk Baecker und Rudolf Wimmer mit der Dissertation „Das Ende der Betriebsblindheit - Was Teams zur Zukunftsfähigkeit von Unternehmen beitragen.“ promoviert. Er war unter anderem als Manager bei der Deutschen Bahn AG und bei der Unternehmensberatung Kienbaum Consultants International in Berlin und Frankfurt tätig. Er ist seit 2007 als systemischer Business-Coach und Lehrtrainer tätig.
Von 2009 bis 2012 war er Professor für Unternehmensführung an der Berner Fachhochschule Wirtschaft, Gesundheit, Soziale Arbeit, ab 2013 Professor für Organisation, Führung und Personal sowie Studienleiter Executive MBA an der Hochschule Luzern. 2014 wurde er Professor für Organisationsberatung, Coaching, HR- und Change Management am Fachbereich Wirtschaft und Recht der Frankfurt University of Applied Sciences in Frankfurt am Main. Zudem ist er als Managementforscher, -publizist und -berater tätig. 
Am 2. Juli 2014 wurde er zum Präsidenten der Frankfurt University of Applied Sciences gewählt, seine Amtszeit begann am 1. September 2014, sie endete am 30. Juni 2022.
Seit dem 1. Oktober 2022 ist er Vorstandsvorsitzender der Stiftung Polytechnische Gesellschaft Frankfurt am Main.
Dievernich ist assoziiertes Mitglied des DFG-Forschungsprojektes zum Thema „Organisationale Pfadabhängigkeiten“ an der Freien Universität Berlin und Redaktionsboardmitglied der Schweizer Zeitschrift GDI-Impuls (Gottlieb-Duttweiler-Institut, www.gdi.ch) und Erfinder der Corporate Organizational Responsibility. Er hat zu den Themen Management und Organisation veröffentlicht. Seit 2016 ist er Kolumnist des Wirtschaftsmagazins Bilanz.

## Präsidentschaft an der Frankfurt University of Applied Sciences
Im Rahmen seiner Funktion als Präsident der Frankfurt University of Applied Sciences hat sich Frank Dievernich auf „Rock gegen Rechts 2018“ mit einer viel beachteten Rede gegen rechtes Gedankengut positioniert. Im Rahmen einer vom CAES (Center for Applied European Studies, einer Institution der FRA-UAS bei der auch Dievernich als Mitglied gelistet ist) organisierten Wahlwerbeveranstaltung am 5. April 2019, bei der Studierende und Lehrende gegen die Teilnahme von Jörg Meuthen (AfD) demonstrierten, fühlte er sich jedoch veranlasst, die Demonstrierenden durch die Polizei entfernen zu lassen, um die Durchführung der Veranstaltung zu gewährleisten. Bei dieser Räumung wurde die Presse als neutrale Beobachtungsinstanz von der Hochschulleitung ausgeschlossen. In der Folge gab es eine öffentliche Debatte um die Freiheit von Forschung und Lehre.

## Schriften
- Kommunikationsausbrüche – Vom Witz und Humor der Organisation (2001)
- Das Ende der Betriebsblindheit (2002)
- Strategien der Organisation und Management der Organisation (beide 2004, zusammen mit Dirk Baecker)
- Achtung Organisation! Vorsicht Management! (2007) sowie Pfadabhängigkeit im Management (2007)